# Restitutore digitale

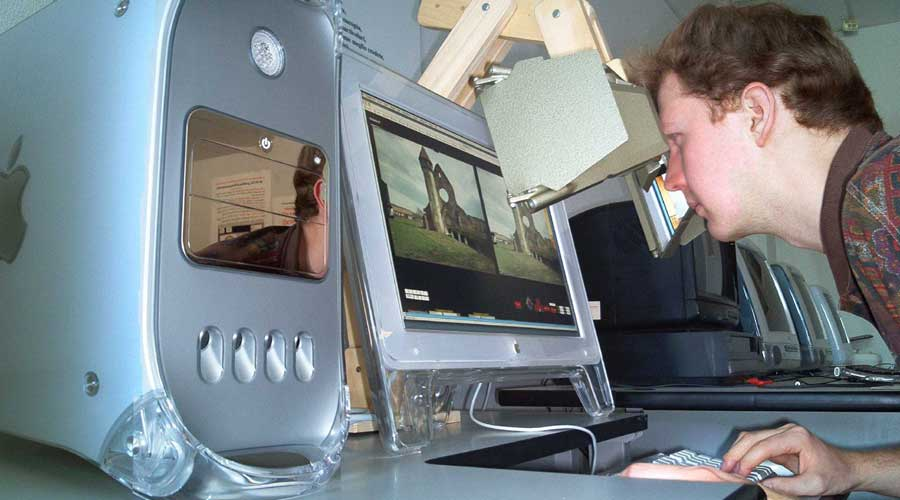
Stereorestitutore fotogrammetrico digitale, idoneo alla consultazione del Catalogo fotogrammetrico on-line

Il restitutore digitale è uno speciale tipo di stereoscopio utilizzato per l'osservazione di fotogrammi metrici.

## Caratteristiche
Il restitutore digitale è costituito da un computer e da un software capace di rilevare le coordinate dai fotogrammi e fornire le coordinate spaziali dei punti individuati dalla marca mobile. I dati rilevati possono essere elaborati per ottenere una rappresentazione, in tempo reale, del modello ottenuto con il rilievo. 
Con l'arrivo dell'immagine digitale, la restituzione fotogrammetrica è divenuta una tecnica alla portata di tutti e questo è, indubbiamente, il più grande vantaggio, soprattutto se di pensa alla possibilità di usufruire di immagini e software presenti in rete. 
Il restitutore digitale è costituito da un computer e da uno stereoscopio a specchi applicato ad uno schermo panoramico. Spesso lo stereoscopio a specchi viene sostituito da occhiali elettronici 3D a cristalli liquidi, ma, a parte gli eventuali problemi connessi alla visione alternativa fornita dagli occhiali, il punto di osservazione non resta fisso ed il modello ottico subisce deformazioni nella terza dimensione.

## La modellazione stereometrica

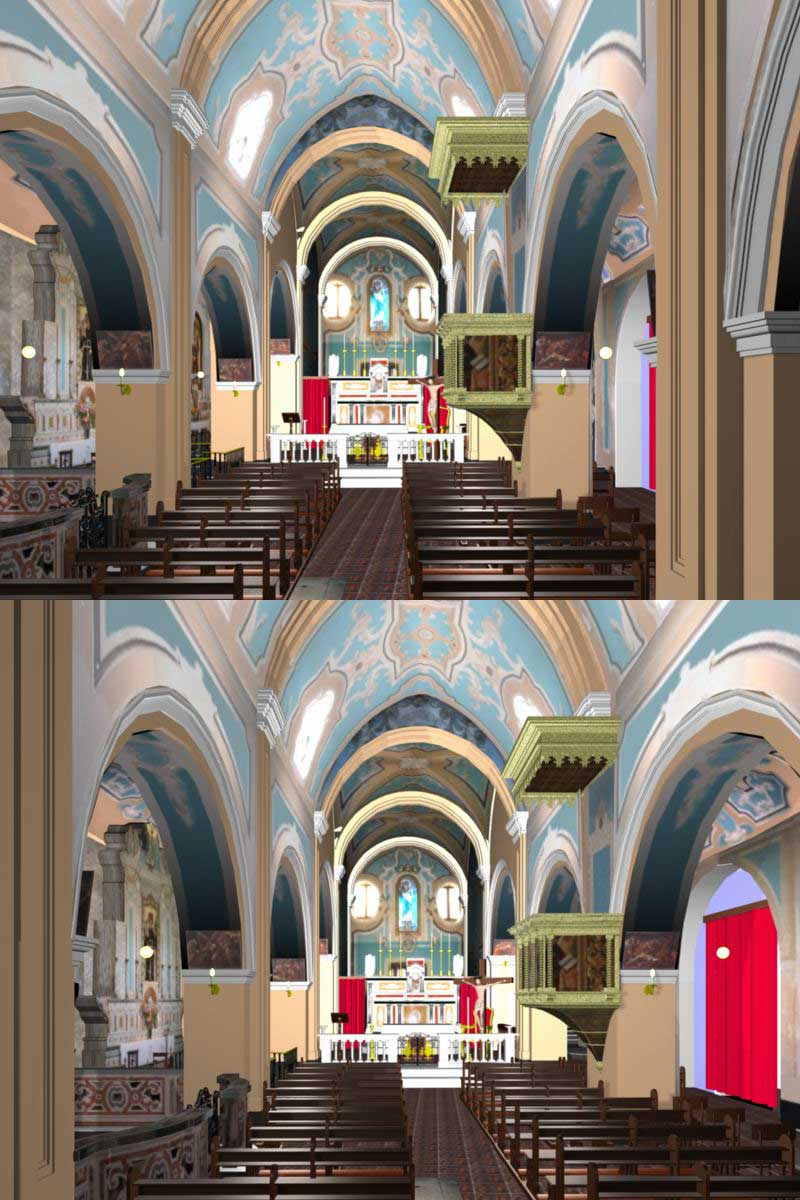
Coppia di fotogrammi di un modello ottenuto con la modellazione stereometrica

Alcuni programmi di modellazione consentono l'osservazione del modello, che si sta realizzando, oltre che nei classici tre piani delle proiezioni ortogonali, anche in finestre esterne, mediante rappresentazioni prospettiche, simultanee, da più punti di vista. Se si scelgono due punti di vista tali da consentire una visione stereoscopica del modello stesso, si parla di "modellazione stereometrica" quando, nel programma di modellazione si ricostrusce l'orientamento interno ed esterno della camera stereometrica, esistente nella ripresa che si va a "restituire".